# (17059) Elvis
(17059) Elvis ist ein Asteroid des Hauptgürtels, der am 15. April 1999 vom australischen Amateurastronomen John Broughton an seiner privaten Sternwarte, dem Reedy-Creek-Observatorium (IAU-Code 428), in Queensland, Australien entdeckt wurde.
Der Asteroid wurde am 5. Juli 2001 nach dem US-amerikanischen Sänger, Musiker und Schauspieler Elvis Presley (1935–1977) benannt, der als einer der wichtigsten Vertreter der Rock- und Popkultur des 20. Jahrhunderts gilt und mit wahrscheinlich über einer Milliarde verkauften Tonträgern der erfolgreichste Solo-Künstler weltweit ist.